# Terje Hauge
Terje Hauge (ur. 5 października 1965 w Bergen) – norweski sędzia piłkarski. Uczestnik Mistrzostw Świata oraz Mistrzostw Europy.

## Kariera
Terje Hauge swoją sędziowską karierę rozpoczynał w 1990 roku w klubie Olsvik IL, który specjalizuje się w szkoleniu arbitrów piłkarskich. Hauge prowadził 233 spotkania norweskiej ekstraklasy. W 1993 roku został upoważniony przez FIFA do prowadzenia spotkań na arenie międzynarodowej. W 2004 i 2007 roku został wybrany najlepszym arbitrem Tippeligaen.
Terje wystąpił na Mistrzostwach Świata 2002, jednak sędziował tam tylko jeden mecz pomiędzy Arabią Saudyjską i Kamerunem. Na Mistrzostwach Europy 2000 pełnił rolę arbitra technicznego, natomiast na Euro 2004 prowadził 2 spotkania rundy grupowej – Rosji z Portugalią i Niemiec z Czechami.
Norweg 2-krotnie poprowadził finałowy mecz Pucharu Norwegii. W 1996 był arbitrem podczas spotkania Tromsø IL z Bodø/Glimt, a w 2003 znów podczas meczu Bodø/Glimt, tym razem przeciwko Rosenborgowi Trondheim.
17 maja 2006 Hauge był arbitrem głównym w meczu finału Ligi Mistrzów pomiędzy FC Barceloną i Arsenalem Londyn zakończonym zwycięstwem Katalończyków 2:1. W tym spotkaniu norweski sędzia już w 18 minucie wyrzucił z boiska goalkeepera Kanonierów – Jensa Lehmanna, czym wzbudził sporo kontrowersji.